# 施米德斯巴赫河

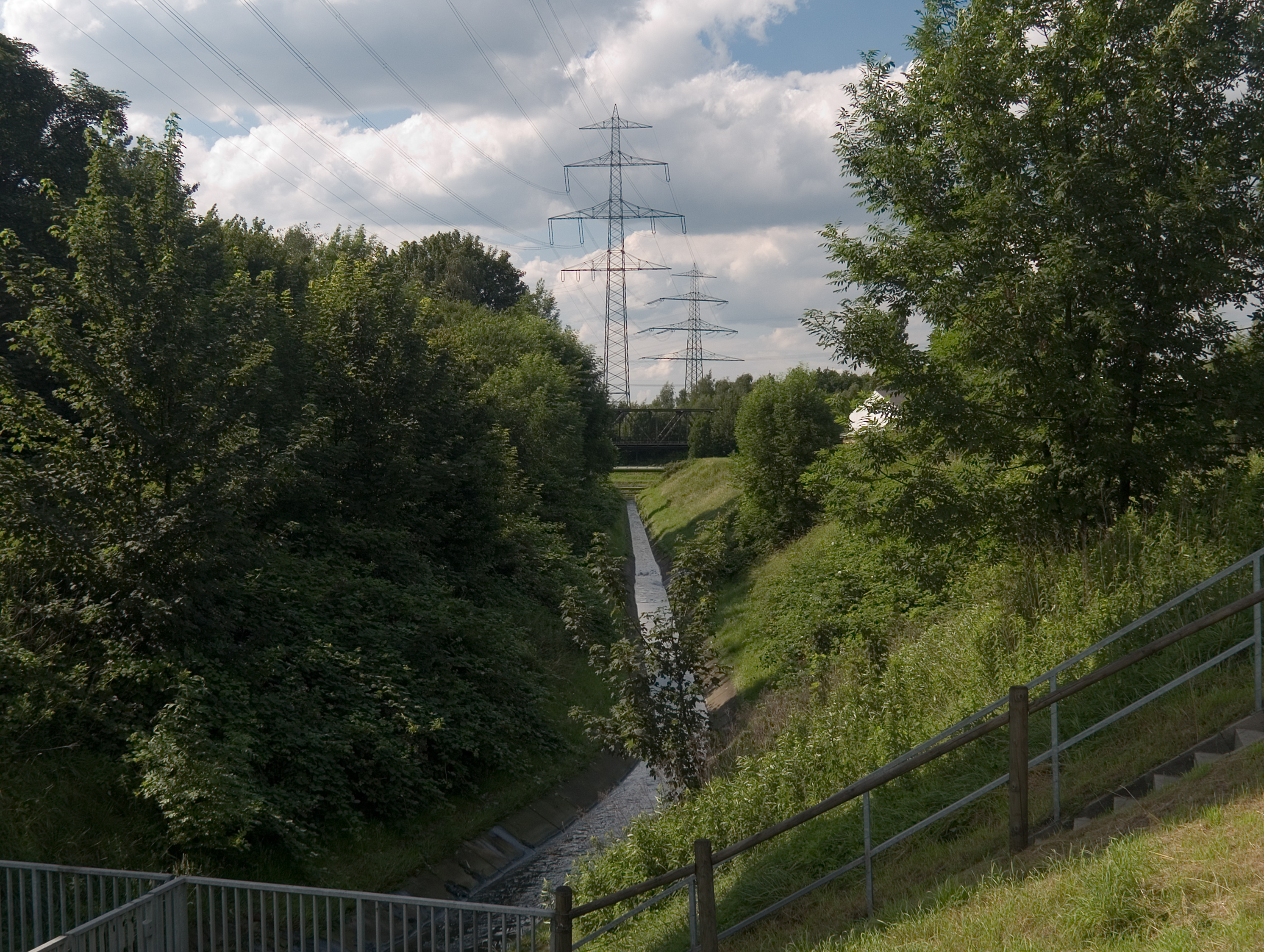

51°33′6.53″N 7°10′30.27″E / 51.5518139°N 7.1750750°E
施米德斯巴赫河（德語：Schmiedesbach），是德國的河流，位於該國西部，處於北萊茵-威斯特法倫州，屬於埃姆舍爾河的左支流，河道全長2.2公里，流域面積4.7平方公里。